# František Hovorka
František Ladislav Hovorka, křtěný František Josef, také Ferenc, (12. srpna 1881, Malotice – 19. ledna 1929, Rokycany) byl český varhaník, sbormistr, hudební skladatel a pedagog.

## Život
Po absolvování obecné školy studoval na gymnáziu v Praze a soukromě hudbu u Zdeňka Fibicha. Vstoupil na Pražskou konzervatoř, kde studoval hru na varhany u Josefa Kličky a skladbu u Karla Steckera). Působil jako varhaník v Karlíně a na Smíchově a jako ředitel kůru a sbormistr v Radnicích. V roce 1908 složil státní zkoušky ze zpěvu a hudby a odešel do Rokycan, kde prožil prakticky celý život. Nejprve působil jako varhaník a ředitel kůru v děkanském chrámu Panny Marie Sněžné. Současně byl sbormistrem rokycanských pěveckých spolků Záboj a Pěvecké sdružení.
V době první světové války musel narukovat do armády a stal se kapelníkem a varhaníkem u 88. pěšího pluku v Szolnoku. I za války se věnoval koncertní činnosti. Pořádal varhanní koncerty, na kterých uváděl díla světové klasické varhanní hudby.
Po skončení války se vrátil do Rokycan, založil zde vlastní hudební školu a učil zpěv na místních středních školách. Řídil pěvecký sbor Ozvěny a místní Orchestrálního sdružení. S těmito tělesy nastudoval i velká oratorní díla (Antonín Dvořák, Joseph Haydn, Georg Friedrich Händel, Ludwig van Beethoven, Robert Führer). Stále veřejně vystupoval i jako varhaník a klavírista.

## Dílo

### Chrámové skladby
Chrámové skladby tvoří těžiště tvorby. Napsal na tři sta skladeb pro církevní potřeby.
- Missa solemnis (1902–03)
- Missa jubilaei solemnis (1928–29)
- další 3 latinské mše
- 3 české mše
- 2 requiem
- mnoho drobnějších skladeb (pange lingua, moteta, ofertoria a chrámové vložky).

### Orchestrální skladby
- Dva české tance (1901–02)
- Ouvertura E-dur (1903)
- Suita (1906)
- Symfonietta (1917)
- Rokoková suita (1920)
- Mnoho dalších skladeb pro komorní, ale i dechový orchestr.

### Sbory
Zkomponoval řadu sborů. Vynikají zejména mužské smuteční sbory a velké sbory smíšené:
- Žnecká (1905)
- Večerní zvony (1926)
- Velkopáteční kantáta (1908)
- Modlitba za vlast (1928)

### Ostatní díla
Složil i mnoho skladeb pro komorní obsazení. Nejčastěji pro klavír, housle či varhany. Smyčcový kvartet zůstal nedokončen.
Z větších kompozic stojí za pozornost melodramy (např. Polednice na slova Karla Jaromíra Erbena) a písňové cykly především na slova Vítězslava Hálka a Fráni Šrámka.
Psal i příležitostnou hudbu k sokolským a hasičským cvičením a úpravy lidových písní pro školy a sbory, které řídil.
Nezanedbatelná je i jeho publicistická činnost. Přispíval do řady hudebních časopisů. Vydal rozbor Haydnova oratoria Sedm slov Vykupitelových na kříži a v rukopise zůstala Metodika sborového zpěvu.